# Smaragdan émeraude
Vireolanius pulchellus
Espèce
Statut de conservation UICN

 LC  : Préoccupation mineure
Le Smaragdan émeraude (Vireolanius pulchellus) est une espèce de passereaux de la famille des Vireonidae.

## Description
Le Smaragdan émeraude a les côtés de la tête, la face et les parties supérieures vert brillant excepté l'arrière du cou bleu. L'abdomen et le dessous des ailes sont jaune citron.

## Répartition
Il est présent au Belize, en Colombie, au Costa Rica, au Guatemala, au Honduras, au Mexique, au Nicaragua, au Panama et au Salvador.

## Habitat
Le smaragdan émeraude vit dans les forêts tropicales humides.

## Sous-espèces
D'après la classification de référence (version 10.1, 2020) du Congrès ornithologique international, cette espèce est constituée des quatre sous-espèces suivantes (ordre phylogénique) :
- vireolanius pulchellus ramosi Phillips (d), 1991 ;
- vireolanius pulchellus pulchellus Sclater & Salvin, 1859 ;
- vireolanius pulchellus verticalis Ridgway, 1885 ;
- vireolanius pulchellus viridiceps Ridway, 1903.

## Systématique
Le nom valide complet (avec auteur) de ce taxon est Vireolanius pulchellus P.L.Sclater & Salvin, 1859.
Ce taxon porte en français le nom vernaculaire ou normalisé suivant : Smaragdan émeraude.